# Englische Cricket-Nationalmannschaft in Simbabwe in der Saison 1996/97
Die Tour der englischen Cricket-Nationalmannschaft nach Simbabwe in der Saison 1996/97 fand vom 15. Dezember 1996 bis zum 3. Januar 1997 statt. Die internationale Cricket-Tour war Bestandteil der Internationalen Cricket-Saison 1996/97 und umfasste zwei Tests und drei ODIs. England gewann die ODI-Serie 3–0, während die Test-Serie 0–0 unentschieden endete.

## Vorgeschichte
Simbabwe spielte zuvor eine Tour in Pakistan, für England war es die erste Tour der Saison.
Für beide Mannschaften war es die erste Tour gegeneinander seitdem Simbabwe Vollmitglied des ICC wurde.

## Stadien
Die folgenden Stadien wurden für die Tour als Austragungsort vorgesehen.
| Stadion            | Stadt    | Kapazität | Spiele               |
| ------------------ | -------- | --------- | -------------------- |
| Queens Sports Club | Bulawayo | 9.000     | 1. Test; 1. ODI      |
| Harare Sports Club | Harare   | 10.000    | 2. Test; 2. & 3. ODI |

## Kaderlisten
Die folgenden Kader wurden von den Mannschaften benannt.
| Test | Test | ODI | ODI |
| Simbabwe | England | Simbabwe | England |
| --- | --- | --- | --- |
| - Alistair Campbell (K) - Eddo Brandes - Stuart Carlisle - Mark Dekker - Andy Flower (wk) - Grant Flower - Dave Houghton - Henry Olonga - Bryan Strang - Paul Strang - Heath Streak - Andy Waller - Guy Whittall | - Mike Atherton (K) - John Crawley - Robert Croft - Darren Gough - Nasser Hussain - Nick Knight - Alan Mullally - Chris Silverwood - Alec Stewart (wk) - Graham Thorpe - Phil Tufnell - Craig White | - Alistair Campbell (K) - Eddo Brandes - Craig Evans - Andy Flower (wk) - Grant Flower - Dave Houghton - John Rennie - Paul Strang - Heath Streak - Andy Waller - Guy Whittall | - Mike Atherton (K) - John Crawley - Robert Croft - Darren Gough - Nasser Hussain - Ronnie Irani - Nick Knight - Alan Mullally - Chris Silverwood - Alec Stewart (wk) - Graham Thorpe - Craig White |

## One-Day Internationals

### Erstes ODI in Bulawayo
| 15. Dezember Scorecard | Bulawayo | England 152 (45.5)             | – | Simbabwe 153-8 (43.5) |
|                        |          | Simbabwe gewinnt mit 2 Wickets |   |                       |

Simbabwe gewann den Münzwurf und entschied sich als Feldmannschaft zu beginnen. Als Spieler des Spiels wurde Alastair Campbell ausgezeichnet.

### Zweites ODI in Harare
| 1. Januar Scorecard | Harare | Simbabwe 200 (48.5)         | – | England 179-7 (42/42) |
|                     |        | Simbabwe gewinnt mit 7 Runs |   |                       |

England gewann den Münzwurf und entschied sich als Feldmannschaft zu beginnen. Als Spieler des Spiels wurden John Crawley und Paul Strang ausgezeichnet.

### Drittes ODI in Harare
| 3. Januar Scorecard | Harare | Simbabwe 249-7 (50)           | – | England 118 (30) |
|                     |        | Simbabwe gewinnt mit 131 Runs |   |                  |

England gewann den Münzwurf und entschied sich als Feldmannschaft zu beginnen. Als Spieler des Spiels wurde Eddo Brandes ausgezeichnet.

## Tests

### Erster Test in Bulawayo
| 18. – 22. Dezember Scorecard | Bulawayo | Simbabwe 376 (137.5) & 234 (101) | – | England 406 (151.4) & 204-6 (37) |
|                              |          | Remis                            |   |                                  |

Simbabwe gewann den Münzwurf und entschied sich als Schlagmannschaft zu beginnen. Als Spieler des Spiels wurde Nick Knight ausgezeichnet.

### Zweiter Test in Harare
| 26. – 30. Dezember Scorecard | Harare | England 156 (83.1) & 195-3 (93) | – | Simbabwe 215 (105) |
|                              |        | Remis                           |   |                    |

Simbabwe gewann den Münzwurf und entschied sich als Feldmannschaft zu beginnen. Als Spieler des Spiels wurde Grant Flower ausgezeichnet.